# Замок Гросс Вонсдорф
Замок Гросс Вонсдорф (нем. Burg Groß Wohnsdorf) — орденский замок XIII века, располагавшийся в одноимённом поселении (ныне — посёлок Курортное, Калининградская область). Был разобран и не восстанавливался после пожара в 1830 году. Сохранились руины надвратной башни 1356 года постройки.

## История
Деревянно-земляной замок Гросс Вонсдорф был построен Тевтонским орденом в XIII веке на месте завоёванной древней прусской крепости Капостете (нем. Capostete).
В 1319 году замок был разрушен литовскими войсками. Год спустя замок был восстановлен в прежнем виде, однако вновь захвачен и сожжён литвинами в 1347 году, после чего было принято решение о необходимости перестройки укреплений в камне. В 1348 году Гросс Вонсдорф стал центром каммерамта с подчинением комтуру Инстербурга. Строительство каменного замка началось в 1356 году и завершилось около 1372 года. В 1391 году Гросс Вонсдорф был вновь перестроен.
В 1450 году замок посетил великий магистр Тевтонского ордена Людвиг фон Эрлихсхаузен.
Вскоре после окончания Тринадцатилетней войны, 1468 году, из-за недостатка средств орден передал замок Гансу фон Вейру. В 1525 году герцог Альбрехт объявил о секуляризации Тевтонского ордена и передал замок в лен Эдельманну Гейно фон Дёберитцу. В 1552 году замок перешёл к Андреасу фон Фланссу. В 1590 году была проведена капитальная реконструкция.
С 1688 либо 1702 года замок является частью поместья семьи фон Шрёттер. Фридрих Леопольд фон Шрёттер, будущий министр провинций Пруссии и член государственного совета, проводит в нём детские годы. Замок любит посещать Иммануил Кант, друг семьи. В дальнейшем фон Шрёттер стал известным реформатором, активным участником реформ Штейна и Гарденберга в Пруссии, а за свою пророссийскую деятельность на министерской должности получил от царя Александра I орден Святого Александра Невского (1807) — одну из самых престижных дореволюционных российских наград. 
В 1790 году в замке происходит крупный пожар, после которого архитектор Фридрих Жилли восстанавливает замок и перестраивает надвратную башню. В 1830 году происходит более серьёзный пожар, после которого замок не восстанавливается и разобрался на строительные материалы. Из всех построек уцелела лишь надвратная башня.

## Современное состояние
Постановлением Правительства Калининградской области от 23 марта 2007 года № 132 руинам присвоен статус объекта культурного наследия регионального значения.